# LGBT práva v Novém Mexiku

Duhová mapa Minnesoty

Nové Mexiko nabízí lesbám, gayům, bisexuálům a translidem velmi pestré životní podmínky. Místní zákony proti sodomii byly zrušeny v r. 1975. Práva LGBT jsou velmi progresivní od počátku 21. století. Stejnopohlavní manželství je v Novém Mexiku legální s možností rovného přístupu k asistované reprodukci pro lesbické páry. Stejnopohlavní páry mají zcela identická práva a povinnosti jako páry heterosexuální. Hlavní město Nového Mexika Santa Fe je taktéž odkázáno mnohými zdroji jako gay metropole Spojených států.